# Engyprosopon hureaui
Engyprosopon hureaui är en fiskart som beskrevs av Quéro och Golani, 1990. Engyprosopon hureaui ingår i släktet Engyprosopon och familjen tungevarsfiskar. Inga underarter finns listade i Catalogue of Life.